# Olszanka (dopływ Łosinieckiego Potoku)

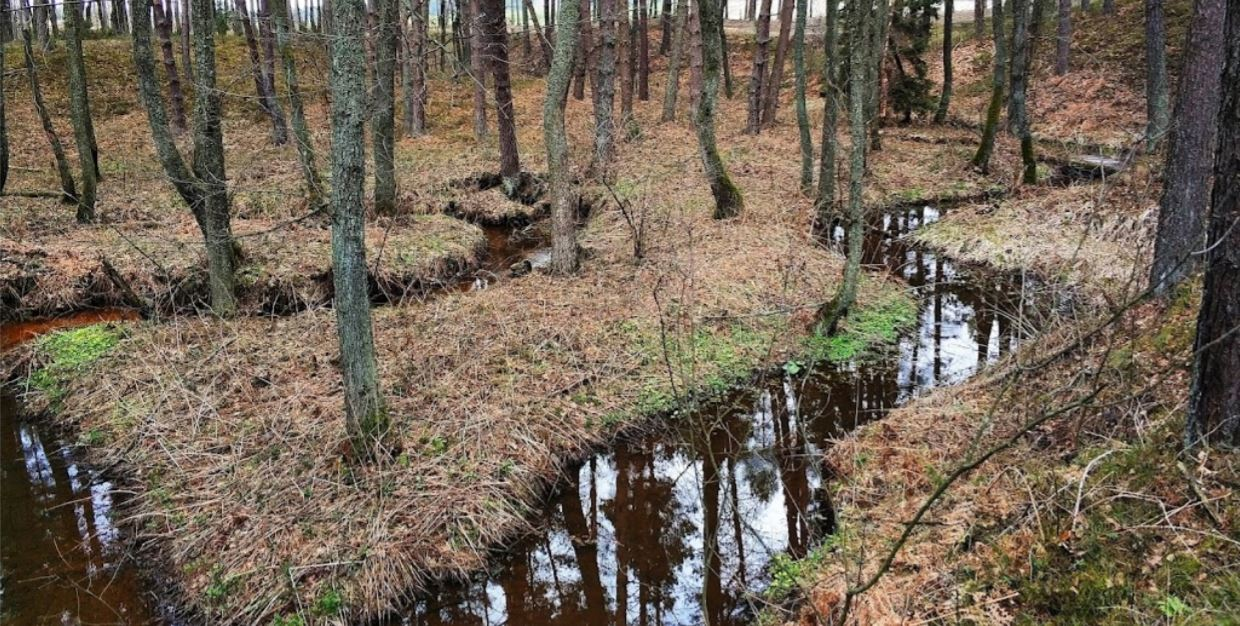

Olszanka – potok w województwie lubelskim, dopływ Łosinieckiego Potoku.

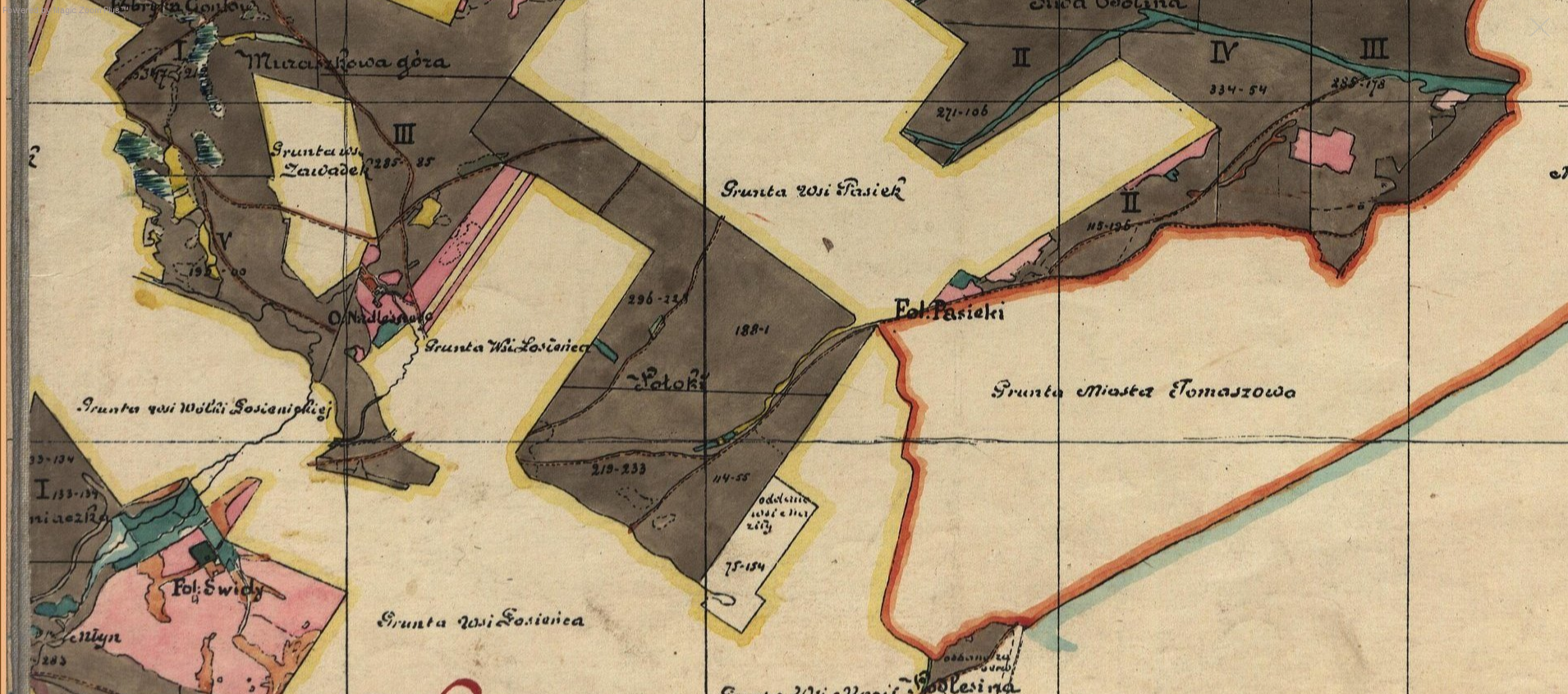

Potok rozpoczyna swój bieg na polach wsi Kunki i płynie przez wieś Zawadki, Wólka Łosiniecka. We wsi Wólka Łosiniecka wpada do potoku Łosinieckiego. Nazwa wywodzi się od otaczających jej brzegi drzew olszy czarnej. Rzeka płynie głębokim, czasami nawet na 10 m korytem przez lasy iglaste. Potok charakteryzuje się bardzo malowniczymi meandrami oraz brązowym kolorem wody. Oznaczana mylnie na nowych mapach jako potok Łosiniecki.
Na mapach historycznych widać jak formowały się obszerne rozlewiska oraz że w jej okolicach były wybudowane fabryki, cegielnie oraz garncarnia.